# 余新国
余新国（1964年2月—），男，汉族，浙江温州人，中华人民共和国政治人物。1982年8月参加工作，1984年10月加入中国共产党。现任中共深圳市委副书记。

## 生平
他早年先后在浙江省公安厅、公安部办公厅、深圳市公安局工作。
2009年7月，任深圳市人民政府副秘书长（正局级）。2011年11月，任中共深圳市南山区委副书记，区政府代理区长，后于2012年1月当选为区长。2015年8月，转任深圳市龙华新区党工委书记。2017年1月，深圳市龙华新区升格为龙华区，他当选为中共深圳市龙华区委书记。
2018年6月，升任中共深圳市委常委，并继续兼任龙华区委书记。同年12月，兼任中共深圳市委政法委书记，不再兼任龙华区委书记。2022年9月，任中共深圳市委副书记。